# Liebling Kreuzberg
Liebling Kreuzberg était une série télévisée de la ARD de 58 épisodes répartis en cinq saisons diffusée de 1986 à 1998.
Les scénarios des saisons un à trois et de la dernière saison sont de Jurek Becker, qui a écrit sur mesure, pour son ami Manfred Krug, le rôle de Robert Liebling, procureur berlinois. La quatrième saison a été écrite par Ulrich Plenzdorf. La série a été réalisée par Heinz Schirk (de) pour la première saison, Werner Masten de la deuxième à la quatrième saison et enfin par Vera Loebner pour la cinquième saison. Le SFB, le NDR et enfin le WDR ont produit la série. La musique de la première saison a été composée par Hans-Martin Majewski, celles des saisons ultérieures pra Klaus Doldinger.
Liebling Kreuzberg a reçu le prix Adolf Grimme en or et argent, le Bayerischer Fernsehpreis (de) en 1990 et le Telestar (de) en 1988. En outre, la musique de la série par Klaus Doldinger a fait partie des arguments en faveur de la série pour le prix Adolf Grimme décerné en 2005.

## Les personnages et le contenu
Le personnage principal, Robert Liebling (né le 12 juin 1939) est procureur et notaire. Son bureau se situe dans district de Kreuzberg à Berlin. Dans les quatre premières saisons, il porte une barbe de trois jours, un chapeau, ne circule qu’en moto (une Honda, puis une BMW) et en cabriolets (un Mercedes-Benz W124 pendant la 4e saison et un Mercedes-Benz W111 pendant la 5e Saison), fume des cigares et consomme de grande quantité de Götterspeise (de) que ses secrétaires Paula (joué par Corinne Genest) et Senta (Anja Franke) doivent toujours garder en stock. Parfois, Liebling a plusieurs petites amies en même temps, ce qui conduit souvent à des problèmes. Alors qu'il trompe assez facilement ses petites amies, il réagit avec jalousie quand une de ses liaisons lui rend la pareille.
Par principe, Liebling ne prend que des cas qui l’intéressent. Dans le premier épisode de la première saison, il explique qu'il a vendu les affaires immobilières héritées de son père et est capable d’écrire tous les contrats de vente qui en résultent. Ceci lui assure une certaine indépendance financière, de sorte qu'il peut se permettre d'éviter un travail. Il préfère donc se promener pendant la journée à côté la Spree ou dormir dans son bureau. Une grande partie du travail est déléguée à son associé. Au cours des trois premières saisons, Michael Kausch (de) incarne cet associé dans le rôle de Giselmund Arnold, puis Jenny Gröllmann dans le rôle d’Isenthal Isolde « Issi » et plus récemment Stefan Reck (de) dans le rôle de Bruno Pelzer.

Chaque épisode individuel voit se régler des contentieux mineurs durant lesquels des profanes sont souvent confrontés à des faits juridiques inattendus. En parallèle, l’intrigue s’intéresse aux petites amies de Liebling qui forment un thème récurrent. Durant les premiers épisodes, les relations se succèdent rapidement, tandis que dans la suite le suspense s’élabore au travers de la vie professionnelle ou personnelle des femmes. Le personnage féminin est le procureur Rosemarie Monk (joué par Diana Körner) dans la seconde et troisième saison, Lena Lewandowsky (Isa Jank (de)) dans la quatrième saison et Lola Kornhaus (Monika Woytowicz (de)) une partie de la cinquième saison et enfin, Miriam Breslauer (Joahnna Liebeneiner). Dans la partie vie privée du héros, Sarah Liebling (Roswitha Schreiner (de)), sa fille au caractère chaotique joue un rôle important. Particulièrement dans la dernière saison où elle est la petite amie du Dr Bruno Pelzer, dans un premier temps secrètement.

## Toile de fond historique
Liebling Kreuzberg est au moins pas un document historique de la ville divisée de Berlin et plus tard réunis. Au cours des saisons 1-3 (1985-1989), le mur de Berlin n'a pas vraiment discuté, mais il est souvent présent dans l'arrière-plan. Dans le 4e Saison (1994), dont les scénarios de Ulrich Plenzdorf ont été écrites, la scène de l'action à Berlin-Est, en particulier dans les districts de Berlin-Mitte (Film Registry à Monbijouplatz 12; la maison n'existe plus) et a déménagé Prenzlauer Berg, qui sont en train de changer l'objet du litige. Dans le 5e Saison (1997 film de cabinet, rue Severn, coin Kopenickerstrasse) Enfin, la ville apparaît comme un thème de plus en plus dans l'arrière-plan et reflète donc comment les caractéristiques qui ont divisé Berlin dominée de plus en plus disparaître. À cet égard, a Liebling Kreuzberg en tant que document de la vie de Berlin et l'histoire ont un sens similaire que dans le style et la production des valeurs des séries comparables Monaco Franze et Kir Royal (de) de Helmut Dietl pour Munich.

## La recherche juridique
En revanche, la saisie de poche a été le résultat de 1989 Allemand Association du Barreau, le prix DAV-presse pour la télévision dans la même année, Jurek Becker.

## Saisons, épisodes et diffusion
Les 3 premières saisons ont été diffusées les lundis, la 4e et la 5e le mardi, sur l'ARD à 20h15.
| 1. Saison (Date de diffusion du : 17 février - 24 mars 1986) 1. Der neue Mann 2. Ein dringender Fall 3. Der Beschützer 4. Doppeleinsatz 5. Kleine Fische 6. Der Retter 2. Saison (Date de diffusion originale: 22 février - 16 mai 1988) 1. Taschenpfändung 2. Glück kommt, Glück geht 3. Die Staatsanwältin 4. Der Besuch 5. Die Abkassierer 6. Teilerfolg 7. Zweimal Entlassung 8. Hausbesuche 9. Das eigene Geld 10. Rom und zurück 11. Alles auf Bewährung 12. Die Fehler der anderen 13. Ehrengericht | 3. Saison (Date de diffusion originale: 5 mars - 23 avril 1990) 1. Ein Bruch nach dem anderen 2. Blumen für den Rechtsanwalt 3. Selbsthilfe 4. Ausnahmsweise umsonst 5. Die Freiheit der Kunst 6. Anwälte unter sich 7. Die Tochter der Freundin des Vaters 8. Jede Menge Abschied 4. Saison (Date de diffusion originale: 4 janvier - 5 avril 1994) 1. Einmal Anwalt – immer Anwalt 2. Berlin ist ein Dorf 3. Rote Ohren 4. Lernet, ihr Richter auf Erden 5. Des Menschen Wille 6. Speckkartoffeln mit Pflaumen 7. Widerstand und so weiter 8. Spatz in der Hand 9. Wer schmeißt denn da mit Lehm 10. Kein bißchen schwanger 11. Ein bißchen Gewalt 12. Ladendiebstahl lohnt sich 13. Weiche Landung | 5. Saison (Date de diffusion originale: 7 octobre 1997 - 17 mars 1998) 1. Lieblings neues Glück 2. Unter uns Machos 3. Der Verbieter 4. Wissen ist Macht 5. Der Bauch eines Richters 6. Schmerzensgeld 7. Ausländersachen 8. Paradies mit Folgen 9. Eine nette Intrige 10. Der Krawattenmann 11. Die Sache Anja Clemens 12. Paula, komm wieder 13. Besorgte Väter 14. Teure Zeugen 15. Der Killer 16. Hirngespinste 17. Schwer verdientes Geld 18. Der einzige Ehrliche | - |

## DVDs
1. Saison
- Liebling Kreuzberg, 1 Saison (2 disques, et 26 septembre 2007, ARD vidéo)

2. Saison
- Liebling Kreuzberg, 2 Saison (4 DVD, ET: le 26 mars 2008, ARD Vidéo)

3. Saison
- Liebling Kreuzberg, 3 Saison (3 DVD, ET: 25 février 2009, ARD Vidéo)

4. Saison
- Liebling Kreuzberg, 4 Saison (4 DVD, et 12 août 2010, ARD vidéo)

5. Saison
- Liebling Kreuzberg, 5 Saison, épisodes 1-9 (3 DVD, et 25 août 2006, Sony BMG / Pixis médias)
- Liebling Kreuzberg, 5 Saison des épisodes 10-18 (3 DVD, ET 10 novembre 2006, Sony BMG / Pixis médias)

## Livres
Les saisons un à trois publié par Alexander Rentsch à Nabu Press qui accompagne les livres sous forme de roman. Dans l'épisode la cinquième saison, se trouvent en face des romans d'accompagnement Ullstein par Horst Friedrich et Jurek Becker.